# Seconda battaglia di Newtonia
La seconda battaglia di Newtonia è stata un episodio della guerra di secessione americana e venne combattuta nell'ambito del raid condotto dal maggiore generale sudista Sterling Price in Missouri.

## Contesto
Dopo la sconfitta subita nella battaglia di Westport le forze di Price erano state costrette a ritirarsi dal Missouri. Il 28 ottobre 1864 si fermarono per riposarsi a circa 3 km da Newtonia.

## La battaglia
Verso le 3.00 del pomeriggio alcuni uomini di maggiore generale nordista James Blunt avvistarono la retroguardia di Price, che era comandata dal brigadiere generale Joseph Shelby. Blunt decise dunque di organizzare un attacco. I confederati, demoralizzati dalle sconfitte subite, non erano in grado di resistere e furono costretti a ritirarsi approfittando della notte.